# Alan Ritchson
Alan Michael Ritchson (Grand Forks, 1982. november 28. –) amerikai színész, filmrendező, forgatókönyvíró, filmproducer és énekes.

## Élete és pályafutása
Az észak-dakotai Grand Forksban született. 2005-ben debütált a Smallville című sorozatban, vendégszereplőként Arthur Curry / Aquaman szuperhőst formálta meg. A Blue Mountain State című szituációs komédiában Thad Castle szerepében lett ismert, melyet a 2016-os filmfolytatásban is megismételt. A 2017-es Blood Drive című sci-fi sorozatban már főszerepet alakított. 2018-tól ismét egy szuperhőst, Hank Hallt játszotta a Titánok websorozatban. 2022-től a Reacher sorozat címszereplőjét, Jack Reachert alakítja.
A mozivásznon feltűnt a 2013-as Az éhezők viadala: Futótűzben, valamint Raffaello szerepében a Tini nindzsa teknőcök (2014) és a Tini Nindzsa Teknőcök: Elő az árnyékból! (2016) című szuperhősfilmben. 2021-ben jelent meg Dark Web: Cicada 3301 című akcióvígjátéka, melyet rendezőként, forgatókönyvíróként és producerként is jegyez.

## Filmográfia

### Film
| Év   | Magyar cím                               | Eredeti cím                                      | Szerep                          | Magyar hang   |
| ---- | ---------------------------------------- | ------------------------------------------------ | ------------------------------- | ------------- |
| 2006 |                                          | The Butcher                                      | Mark                            |               |
| 2007 |                                          | Steam                                            | Roy                             |               |
| 2008 | Az Igazság Ligája – Az új küldetés       | Justice League: The New Frontier                 | Arthur Curry / Aquaman (hangja) |               |
| 2008 |                                          | Rex                                              | Chase                           |               |
| 2009 | Pomponsrácok                             | Fired Up!                                        | Bruce                           |               |
| 2013 | Az éhezők viadala: Futótűz               | The Hunger Games: Catching Fire                  | Gloss                           |               |
| 2014 | Tini nindzsa teknőcök                    | Teenage Mutant Ninja Turtles                     | Raffaello                       | Szatory Dávid |
| 2015 | Bérhaverok                               | The Wedding Ringer                               | Kip Loyola / Carew              | Varju Kálmán  |
| 2016 |                                          | Lazer Team                                       | Adam                            |               |
| 2016 |                                          | Blue Mountain State: The Rise of Thadland        | Thad Castle                     |               |
| 2016 | Tini Nindzsa Teknőcök: Elő az árnyékból! | Teenage Mutant Ninja Turtles: Out of the Shadows | Raffaello                       | Szatory Dávid |
| 2018 |                                          | Office Uprising                                  | Bob                             |               |
| 2019 |                                          | Above the Shadows                                | Shayne                          |               |
| 2019 |                                          | The Turkey Bowl                                  | Ronnie Best                     |               |
| 2020 | A háború démonjai                        | Ghosts of War                                    | Butchie                         | Király Attila |
| 2021 |                                          | Dark Web: Cicada 3301                            | Carver ügynök                   |               |
| 2023 | Halálos iramban 10.                      | Fast X                                           | Rimes ügynök                    | Varga Gábor   |
| 2024 | Köztünk élő angyalok                     | Ordinary Angels                                  | Ed Schmitt                      | Varga Gábor   |
| 2024 | A piszkos hadviselés minisztériuma       | The Ministry of Ungentlemanly Warfare            | Anders Lassen                   | Varga Gábor   |

### Televízió
| Év        | Magyar cím                     | Eredeti cím            | Szerep                     | Megjegyzések                                             |
| --------- | ------------------------------ | ---------------------- | -------------------------- | -------------------------------------------------------- |
| 2004      |                                | American Idol          | önmaga                     | 1 epizód                                                 |
| 2005–2010 | Smallville                     | Smallville             | Arthur Curry / Aquaman     | 4 epizód                                                 |
| 2006      | Befejezetlen szerelem          | Though None Go with Me | katona                     | tévéfilm                                                 |
| 2009      |                                | Head Case              | ismeretlen szerep          | 1 epizód                                                 |
| 2009      | Csendes holtág                 | Midnight Bayou         | Lucian Manet               | tévéfilm                                                 |
| 2010–2011 |                                | Blue Mountain State    | Kevin Devlin "Thad" Castle | főszereplő                                               |
| 2010      | CSI: Miami helyszínelők        | CSI: Miami             | Paul Arnett                | 1 epizód                                                 |
| 2011      | 90210                          | 90210                  | Tripp Wilson               | 1 epizód                                                 |
| 2012      | Fred: a show                   | Fred: The Show         | lejárt szavatosságú tehén  | 1 epizód                                                 |
| 2013      | Hawaii Five-0                  | Hawaii Five-0          | Freddie Hart               | 1 epizód                                                 |
| 2014      |                                | The Rebels             | Tyler Stokley              | 1 epizód                                                 |
| 2014      | Új csaj                        | New Girl               | Matt                       | 1 epizód                                                 |
| 2014      |                                | Infomercials           | Kent Ross                  | 1 epizód                                                 |
| 2015      |                                | I Can Do That          | önmaga (versenyző)         | televíziós vetélkedő                                     |
| 2015      | A munka hősei                  | Workaholics            | Troy Torpey                | 1 epizód                                                 |
| 2016      | Fekete tükör                   | Black Mirror           | Paul                       | - 1 epizód (Szabadesés) - magyar hangja: - Kovács Lehel  |
| 2017      |                                | Blood Drive            | Arthur Bailey              | főszereplő                                               |
| 2018–2021 | Titánok                        | Titans                 | Hank Hall / Sólyom         | - visszatérő szereplő (1. évad) - főszereplő (2-3. évad) |
| 2018      |                                | Alexa & Katie          | Robbie                     | 1 epizód                                                 |
| 2019      | Brooklyn 99 – Nemszázas körzet | Brooklyn Nine-Nine     | Norm Scully fiatalon       | 1 epizód                                                 |
| 2019      | Supergirl                      | Supergirl              | Hank Hall / Sólyom (cameo) | 1 epizód                                                 |
| 2020      | A holnap legendái              | Legends of Tomorrow    | Hank Hall / Sólyom (cameo) | 1 epizód                                                 |
| 2022−     | Reacher                        | Reacher                | Jack Reacher               | - főszereplő - magyar hangja: - Varga Gábor              |

## Fordítás
- Ez a szócikk részben vagy egészben  az   Alan Ritchson című angol Wikipédia-szócikk ezen változatának fordításán alapul.  Az eredeti cikk szerkesztőit annak laptörténete sorolja fel. Ez a jelzés csupán a megfogalmazás eredetét és a szerzői jogokat jelzi, nem szolgál a cikkben szereplő információk forrásmegjelöléseként.